# ويسبري (ويلتشاير)
ويسبري (بالإنجليزية: Westbury)‏ مدينة إنجليزية، تقع بالقرب من الطرف الغربي من مقاطعة ويلتشير. تعتبر ويسبري بلدة هامة لانها تقع عند نقطة التقاءالخط الرئيسي للسكك الحديدية لعدة مدن ومناطق هامة (Chippenham) تشبنهام إلى سالزبوري، ساوثامبتون، وبورتسموث برايتون، بريستول، وتقع في منتصف الطريق من لندن إلى إكسيتر وويلز.
اسم البلدة اتي من معنى الغرب لانها كانت تعتبر في الماضي الحد الغربي للمملكة الأنجلو سكسونية في عصورها الأولى.
البلدة هامة لانها تقع بالقرب من إحدى أماكن تواجد نقش لوحة الحصان الأبيض السياحي الذي يجذب الكثير من الزوار وهاويي القفز المظلي فوق تلة الحصان الأبيض في ويسبري عدا طبيعتها الريفية الهادئة.

نقش الحصان الأبيض من ويسبري

## التاريخ
يعود اصل البلدة إلى العصرالبرونزي حيث تدل الاثار التي وجدت فيها إلى ذلك، وقد اشتهرت جدا عندما سميت إحدى المعارك باسمها وهي انتصار الملك الفريد العظيم على الدانماركين عام 878.م.
كانت البلدة في الاربعينات وخمسينات القرن الماضي عبارة عن مساكن للجيش وثكنات عسكرية وبعد فترة وجيزة بداء بعض السكان العاديون يقطنونها، وما زال قسمها الشمالي الغربي يضم مساكن وثكنات للجيش.

## السكان
حوالي 15,000 نسمة(إحصاء 2005) يأتي الإنكليز في المقدمة ويشكلون ما نسبته 82% وبعدهم يأتي الاسكوتلانديين ثم الأيرلنديين ويوجد جالية صغيرة من البولونيين. 
البلدة ممثلة في مجلس العموم منذ عام 1895 ويتوزع النواب بين محافظ ومستقل وليبرالي ووحدوي.

## أسماء نواب ويسبري
- تشالونر ريتشارد Richard Chaloner  (1895-1900) المحافظين
- ألغرنون جيفري وليام هوارد Geoffrey William Algernon Howard(1911-1918) الليبرالى
- ليلولين  بالمر جورج George Llewellen Palmer (1918-1922) ائتلاف المحافظين
- داربيشير تشارلز Charles Darbishire (1922-1924) الليبرالى
- الكابتن دبليو دبليو شو Captain W. W. Shaw(1924-1927) الوحدويين
- الميجور ريتشارد لونج Major Richard Long(1927-1931) المحافظين
- غريمستون السير روبرت (1931-1964) المحافظين
- السير دنيس والترز Sir Robert Grimston (1964-1992) المحافظين
- ديفيد فابر David Faber(1992-2001) المحافظين
- الدكتور أندرو موريسون Dr Andrew Murrison (2001 --) المحافظين

## الأعلام
تتولى شؤن البلدة وأخبارها المحلية صحيفة اسبوعية مجانية اسمها أخبار الحصان الأبيض(وايت هورس نيوز) الذي يحمل اسم الشهير والسمة المميزة على مشارف البلدة. وأيضا الصحيفة الشعبية الأسبوعية ويلتشير تايمز ومحطة الإذاعة ويلتشير راديو.

## وصلات خارجية
- ويسبري الرسمي /getcom2.php?id=240 Wiltshire County Council Website page on Westbury, retrieved 18:50 Oct 29, 2004 (UTC)
- ThisisWestbury.co.uk: موقع عن تاريخ ويسبري